# Exocentrus subbidentatus
Exocentrus subbidentatus là một loài bọ cánh cứng trong họ Cerambycidae.